# Förenade kungariket Storbritannien och Irland
Förenade kungariket Storbritannien och Irland (engelska: United Kingdom of Great Britain and Ireland) var det formella namnet på Storbritannien från 1 januari 1801 till den 12 april 1927. Den bildades genom en sammanslagning av Kungariket Storbritannien (som i sig självt var en förening av kungarikena England och Skottland) och Kungariket Irland, där Irland styrdes direkt från Westminster genom administration vid Dublin Castle.
Efter delvis irländsk självständighet den 6 december 1922, då anglo-irländska avtalet från 1921 trädde i kraft, fortsatte namnet att användas i officiellt bruk tills det ändrades till Förenade kungariket Storbritannien och Nordirland genom Titulärakten 1927. Den nuvarande brittiska staten är en direkt fortsättning på Förenade kungariket Storbritannien och Irland (om än delar av territoriet gått förlorade) och anses därför inte allmänt som en efterföljande stat.

## Ursprung
Sammanslagningen följde efter det irländska upproret 1798 och genomdrevs genom Unionsakterna som godkändes i båda de irländska och brittiska parlamenten. Emellertid gavs de irländska parlamentsledamöterna gåvor i form av titlar, land och pengar av den brittiska regeringen, något som idag betraktas som uppenbara mutor av de flesta historiker[källa behövs]. Till följd av föreningen upplöstes det irländska parlamentet och Irland skulle nu representeras i det förenade parlamentet som sammanträdde i Westminsterpalatset.

## Det nya Förenade kungariket
Sammanslagningen togs till en början väl emot på Irland då det gamla irländska parlamentet sågs som fientligt mot den katolska majoriteten. Men kung Georg III stoppade katolikernas emancipation då den stred mot hans kröningsed och detta underminerade unionen.
Katolikernas emancipation uppnåddes till slut 1829 efter en kampanj av Westminsterledamoten Daniel O'Connell (kallad Befriaren). Från och med nu växte kraven på ett nytt irländskt parlament skilt från Westminster. Men hans kampanj för att upplösa Act of Union misslyckades.

## Upplösningen
Den förste ledaren för Irish Parliamentary Party Charles Stewart Parnell drev en kampanj för införandet av Home rule inom Förenade kungariket, vilket nästan åstadkoms på 1880-talet under William Ewart Gladstone tid vid makten. Men då de konservativa fick majoriteten lades frågan på is. Då liberalerna återtog makten 1910 och då överhusets vetorätt försvann kunde parlamentet driva igenom Third Home Rule Act 1914, men genomförandet uppsköts tillfälligt under första världskriget. Men det konstanta fördröjande av Home Rule och motståndet mot Oranienorden i Ulster ledde till påskupproret 1916. Händelserna i Europa gjorde att Irish Party förlorade de flesta av sina platser till det nya partiet Sinn Féin i valet 1918.
1919 bildade Sinn Féins parlamentsledamöter ett nytt oberoende parlament i Dublin, Dáil Éireann. Ett frihetskrig utkämpades mellan 1919 och 1921 och som en följd av Government of Ireland Act 1920 delades Irland den 3 maj 1921 upp i två provinser, Nordirland och Sydirland. Den 6 december 1922, på dagen ett år efter, att det anglo-irländska avtalet skrevs under, kunde Sydirland bilda den autonoma dominionen Irländska fristaten inom Brittiska imperiet. Nordirland blev kvar i det Förenade kungariket, som 1927 officiellt bytte namn till det Förenade kungariket Storbritannien och Nordirland.

### Fotnoter
1. ↑  ”United Kingdom” (på engelska). World Statesmen. http://www.worldstatesmen.org/United_Kingdom.html. Läst 12 augusti 2016.